# Calophysus macropterus
Calophysus macropterus är en fiskart som först beskrevs av Lichtenstein, 1819.  Calophysus macropterus ingår i släktet Calophysus och familjen Pimelodidae. Inga underarter finns listade.